# 76 mm armata kazamatowa wz. 1902/30
76 mm armata kazamatowa wz. 1902/30 – radziecka armata forteczna kalibru 76,2 mm. Armata wz. 1902/30 miała łoże ambrazurowe i była zasilana amunicją scaloną.